# 大口仲町
大口仲町（おおぐちなかまち）は、神奈川県横浜市神奈川区の町名。「丁目」のない単独行政地名。住居表示未実施区域。

## 地理
神奈川区の北東部に位置し、北東に松見町、南東に大口通、南に七島町、南西に西大口、北西に港北区仲手原一丁目と接している。

### 地価
住宅地の地価は、2025年（令和7年）1月1日の公示地価によれば、大口仲町40番6の地点で32万8000円/m²となっている。

## 歴史

### 町名の由来
大口の中央に位置することから。

### 沿革
- 1936年（昭和11年）11月1日 - 子安町の一部を分離し、大口仲町を新設[8]。
- 1956年（昭和31年）4月24日 - 土地区画整理事業に伴い、大口通との境界を変更する[9]。
- 1959年（昭和34年）11月6日 - 土地区画整理事業に伴い、大口仲町の一部を七島町へ編入。大口通、西大口との境界を変更する[10]。
- 1970年（昭和45年）6月1日 - 住居表示の実施に伴い、港北区篠原町の一部を編入[10]。

## 世帯数と人口
2025年（令和7年）3月31日現在（横浜市発表）の世帯数と人口は以下の通りである。
| 町丁     | 世帯数    | 人口    |
| -------- | --------- | ------- |
| 大口仲町 | 2,408世帯 | 4,227人 |

### 人口の変遷
国勢調査による人口の推移。
| 年                 | 人口  |
| ------------------ | ----- |
| 1995年（平成7年）  | 4,055 |
| 2000年（平成12年） | 3,942 |
| 2005年（平成17年） | 3,690 |
| 2010年（平成22年） | 3,786 |
| 2015年（平成27年） | 3,832 |
| 2020年（令和2年）  | 4,022 |

### 世帯数の変遷
国勢調査による世帯数の推移。
| 年                 | 世帯数 |
| ------------------ | ------ |
| 1995年（平成7年）  | 1,733  |
| 2000年（平成12年） | 1,789  |
| 2005年（平成17年） | 1,729  |
| 2010年（平成22年） | 1,832  |
| 2015年（平成27年） | 1,945  |
| 2020年（令和2年）  | 2,155  |

## 学区
市立小・中学校に通う場合、学区は以下の通りとなる（2024年11月時点）。
| 番・番地等 | 小学校               | 中学校               |
| ---------- | -------------------- | -------------------- |
| 全域       | 横浜市立大口台小学校 | 横浜市立神奈川中学校 |

## 事業所
2021年（令和3年）現在の経済センサス調査による事業所数と従業員数は以下の通りである。
| 町丁     | 事業所数 | 従業員数 |
| -------- | -------- | -------- |
| 大口仲町 | 61事業所 | 314人    |

### 事業者数の変遷
経済センサスによる事業所数の推移。
| 年                 | 事業者数 |
| ------------------ | -------- |
| 2016年（平成28年） | 82       |
| 2021年（令和3年）  | 61       |

### 従業員数の変遷
経済センサスによる従業員数の推移。
| 年                 | 従業員数 |
| ------------------ | -------- |
| 2016年（平成28年） | 375      |
| 2021年（令和3年）  | 314      |

## 交通
横浜市営バス31系統・59系統（いずれも浅間町営業所担当）が町内を走行するがバス停はない。なお、31系統の大口仲町停留所は廃止された。

## 施設
- 横浜市立大口台小学校

## その他

### 日本郵便
- 郵便番号 : 221-0003[3]（集配局：神奈川郵便局[20]）

### 警察
町内の警察の管轄区域は以下の通りである。
| 番・番地等 | 警察署       | 交番・駐在所 |
| ---------- | ------------ | ------------ |
| 全域       | 神奈川警察署 | 大口駅前交番 |